# 라일락 (프로게이머)
라일락(본명: 전호진, 1992년 2월 17일 ~ )은 대한민국의 전직 리그 오브 레전드 프로게이머이다. 프로게임단 코치로도 활동했다. 선수 시절 아이디는 Lilac이며 포지션은 탑 라이너, 정글러, 서포터였다. 

## 선수 시절
2010년 팀 OP에서 프로 커리어를 시작했다.
2012년 Incredible Miracle에 입단했다. 라일락은 IM의 1팀과 2팀을 오가면서 활동했다.
2015시즌을 앞두고 IM의 두 팀이 하나로 합쳐지는 과정에서 롱주 IM의 통합팀에 합류했다.
2016년 5월, 중국 리그의 T.bear 게이밍에 입단했다. 라일락은 T.bear 게이밍의 2부리그 승격에 기여했다. 팀이 쑤닝 게이밍으로 개편된 이후에도 팀에 남았으며 팀의 1부리그 승격에 기여했다.

## 지도자 생활
2017년 선수로 은퇴했다. 이후 소속팀인 쑤닝의 코치로 부임했다. 2018시즌 종료 후 쑤닝의 코치직에서 물러났다.

## 수상 내역
- 배틀로얄 토너먼트 우승
- IEM 시즌 7 상파울루 우승
- 기가바이트 나이스게임TV 리그 오브 레전드 배틀 서머 2013 준우승
- 네네치킨 리그 오브 레전드 챌린저스 코리아 서머 2015 리그 2 준우승
- 리그 오브 레전드 디벨로프먼트 리그 스프링 2017 우승